# Ja'el Na'im
Ja'el Na'im (hebrejsky: יעל נעים, * 6. února 1978, Paříž, Francie) je izraelsko-francouzská zpěvačka a textařka. Ve Spojených státech se stala známou v roce 2008 poté, co společnost Apple použila její píseň New Soul v reklamní kampani pro notebook MacBook Air. Úspěch této písně z ní udělal první izraelskou zpěvačku, která se dostala do žebříčku deseti nejúspěšnějších písní. V prestižním americkém žebříčku Billboard Hot 100 dosáhla sedmého místa.

## Biografie
Ja'el Na'im se narodila 6. února 1978 v Paříži francouzským a tuniským sefardským židovským rodičům. Když jí byly čtyři roky, její rodina se přestěhovala do Ramat ha-Šaron v Izraeli, kde strávila zbytek svého dětství. V izraelské armádě sloužila jako sólistka orchestru Izraelského vojenského letectva. Svou pěveckou kariéru začala rolí v muzikálu Les Dix Commandements („Desatero přikázání“) a její první sólové album In a Man's Womb (natočené v Los Angeles spolu s Kamilem Rustamem) vyšlo v roce 2001. Ve filmu Harrisonovy květy (Harrison's Flowers) nazpívala píseň You Disappear od Bruna Coulaise. Ve svých počátcích byla známa jednoduše jako Ja'el. Nazpívala rovněž duet s izraelskou zpěvačkou Din Din Aviv s názvem Mašmaujot.
Na'im se spojila s bubeníkem Davidem Donatienem a za dva roky nahráli celkem třináct písní, které se objevily na jejím druhém albu, které nese název Ja'el Na'im, vydaném 22. října 2007 vydavatelstvím Tôt ou tard. Písničky jsou ve francouzštině, angličtině a hebrejštině. Album si získalo uznání kritiků a v žebříčku hodnocení francouzských alb se umístilo na jedenáctém místě již týden po svém vydání. Její styl je popisován jako částečně folkový a jazzový s tajemnými a evokujícimi slovy a jemným a úmyslně nakřáplým hlasem.
V lednu 2008 se její píseň New Soul objevila v reklamě na laptop MacBook Air od společnosti Apple. Píseň pro tuto kampaň vybral sám ředitel společnosti Steve Jobs. Díky internetovým nákupům ve Spojených státech píseň debutovala v žebříčku Billboard Hot 100 v týdnu 16. února 2008 na 9. místě, což bylo poprvé co se její píseň dostala do nejlepší desítky a díky čemuž se stala první Izraelkou, která se kdy dostala do nejlepší desítky písní ve Spojených státech. Následující víkend se píseň New Soul dostala ještě o dvě příčky výš na sedmé místo. Tato píseň byla také soundtrackem k filmu House Bunny.

## Diskografie

### Studiová alba
- 2001 – In a Man's Womb
- 2007 – Ja'el Na'im
- 2010 – She Was a Boy

### Písně
- 2007 – Toxic
- 2008 – New Soul
- 2008 – Too Long